# We (EXID)
We è il quinto EP del gruppo musicale sudcoreano EXID, pubblicato nel 2019.
È l'ultimo album pubblicato dal gruppo prima dello scioglimento del gruppo.

## Tracce
1. Me&You – Shinsadong Tiger
2. We Are...
3. Don't Be Shy (아끼지마?)
4. How Are You? (어떻게지내?)
5. My Night (나의밤?)
6. Lady (Urban Mix)
7. Me&You (instrumental)

## Classifiche
| Classifica (2019) | Posizione massima |
| ----------------- | ----------------- |
| Corea del Sud     | 3                 |